# P-piller

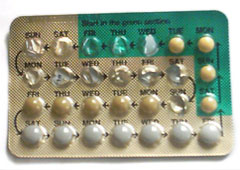
Karta med p-piller av märket LevlenED, med texten på engelska.

P-piller, preventivpiller, är ett preventivmedel för kvinnor i form av tabletter som intas oralt. De innehåller syntetiska hormoner och tas dagligen för att förhindra graviditet. Vanligast är kombinerade p-piller, som innehåller en kombination av syntetiskt östrogen och progestagen. Det finns också östrogenfritt p-piller, som endast innehåller gestagen och ofta har mindre biverkningar än kombinerade p-piller, samt mini-piller som innehåller ännu mindre gestagen men där glömskemarginalen är kortare.
P-piller fungerar genom tillförandet av hormoner som påverkar menstruationscykeln så att ägglossning förhindras. De påverkar även slemmet i livmoderhinnan för att förhindra att spermier tar sig in i livmodern, och slemhinnan i livmodern så att ett befruktat ägg inte kan fastna och utvecklas. P-piller har ett pearl-index på 0,5–1,5 vilket innebär 0,5-1,5 oönskade graviditeter per 100 kvinnoår.

## Historik
Fysiologen Ludwig Haberlandt hade redan 1920 en teori om att graviditeter skulle kunna förebyggas med hjälp av de hormoner som under graviditeten frigörs i kvinnokroppen. Dessa hormoner skulle enligt hans teori kunna förhindra en befruktning av kvinnans ägg. På den tiden fanns dock ingen möjlighet att förverkliga hans idé.
Biologen Gregory Pincus hade redan på 1930-talet börjat forska om hormoner och fertilitet och provrörsbefruktade en kanin år 1934. Han hade då förstått att progestagen påverkar ägglossningen. Kemisten Russel Marker hittade hormonet i rötterna på vild jams och dennes kollega Carl Djerassi lyckades skapa syntetisk progestagen. På 1950-talet fick Gregory Pincus medel, med hjälp av Margaret Sanger och Katherine McCormick, för att påbörja forskning kring hormonella preventivmedel. 
1951 tog forskningen kring p-pillret ett stort steg framåt, då den österrikiske kemisten Carl Djerassi på syntetisk väg lyckades framställa noretisteron, en artificiell form av det kvinnliga könshormonet progesteron, och tog patent på sin upptäckt.
Genom att blanda den syntetiska progestgen kunde han visa att det tillsammans med östrogen motverkade ägglossning. Gynekologen John Rock från Massachusetts hade också studerat hormoners påverkan på fertilitet och han kontaktades av Gregory Pincus för att kunna genomföra kliniska studier. Eftersom preventivmedel var förbjudna i Massachusetts kunde studier på människor inte göras där utan dessa genomfördes 1956 i Puerto Rico. Pillren visade sig fungera och döptes till Enovid.
P-pillren innebar en möjlighet för kvinnor att skydda sig mot oönskade graviditeter. Läkemedelsbolagen har under de årtionden som passerat fortsatt utvecklingen av nya generationer p-piller, i syfte att minska de biverkningar som i vissa fall är skadliga. P-pillrens historia kan dels sägas vara en vetenskaplig framgång, men också ha en koppling till den sexuella revolution som kvinnor har genomgått under de senaste 50 åren. Upptäckten av p-pillret möjliggjorde betydande förändringar för kvinnor i deras privatliv och yrkesliv.

## Användning
Hur många p-piller som ingår i en förpackning varierar mellan olika varumärken. Vanligtvis rör det sig dock om antingen 21, 22 eller 28 piller. I de fall pillerkartan innehåller 28 piller är de sju sista så kallade sockerpiller. Dessa piller innehåller inte de aktiva ingredienserna i p-pillret. Sockerpillren tas under det uppehåll på sju dagar som följer de inledande tre veckorna. I vissa fall innehåller pillerkartan inga sockerpiller, utan då gör man istället ett uppehåll under samma tid.
Efter två-tre dagar från intaget av det sista verksamma p-pillret påbörjas vanligen en så kallad bortfallsblödning. Då menscykeln vid förhindrade av ägglossning avstannar kallas istället den blödning man får vid bruk av p-piller för bortfallsblödning. Det är inte ovanligt att blödningen inte har hunnit avta när nästa pillerkarta påbörjas. För att skjuta upp blödningen kan en ny pillerkarta påbörjas under det veckolånga uppehåll där inga piller (eller sockerpiller) tas.

## P-pillrens biverkningar
Biverkningar som är vanliga för p-piller är illamående, påverkan på humör och sexlust, mellanblödningar och ömmande bröst. En väl spridd uppfattning är att p-piller orsakar viktuppgång, men de studier som gjorts på detta har inte kunnat bevisa att p-piller leder till viktuppgång. Ovanliga men allvarliga biverkningar, framförallt av tredje och fjärde generationens p-piller är ökad risk för blodpropp och stroke. Kvinnor med kända fall av blodpropp i sin familj bör inte använda vanliga kombinations-p-piller. Istället brukar dessa erbjudas östrogenfria p-piller. De biverkningar av allvarligare art som p-piller kan ge upphov till bör man snarast söka vård för. Symptom på dessa kan inkludera klumpar i brösten, akut gulsot, indikationer på graviditet samt svår smärta i buken.
Blodproppar av olika slag orsakade av p-piller är ovanliga men oftast allvarliga. År 2008 rapporterades det in ett fall där en kvinna under 18 år fått stroke på grund av p-piller i Sverige. Om man misstänker att man har fått en blodpropp bör man genast kontakta sjukvården. Symptom som kan vara indikationer på en blodpropp inkluderar att man plötsligt drabbas av svår smärta i bröstet och att smärtan strålar i vänster arm, andnöd, hosta, smärta i benet, ovanlig och svår huvudvärk eller försvårad migrän, talstörningar, dubbelseende, yrsel, synförlust samt domning i antingen höger eller vänster sida av kroppen. Även hirsutism, erytem, ärftligt angioödem, förhöjt blodtryck (hypertoni) och melasma är möjliga symptom på allvarliga biverkningar av p-piller.
Användning av kombinerade p-piller, vilka innehåller östrogen, ger en något högre risk för sällsynta men allvarliga biverkningar jämfört med östrogenfria p-piller.
P-piller i kombination med rökning, övervikt och/eller högt blodtryck ökar risken ytterligare. Kvinnor som är över 35 år och rökare avråds från att använda kombinerade p-piller. Det finns även en koppling mellan blodpropp och migrän med aura ("ögonflimmer") hos unga kvinnor som tar p-piller. Det finns även farhågor att p-piller kan påverka förekomsten av foglossning. 
P-piller som innehåller levonorgestrel kan ge hirsutism och akne.

### P-piller och cancer
Östrogen har i andra sammanhang kunnat kopplas till förhöjd cancerrisk. Det har därför forskats mycket på eventuella samband mellan att insjukna i cancer och att ha tagit p-piller. Beträffande att insjukna i bröstcancer i ung ålder finns möjligen en något förhöjd risk, men uppgifter om samband med bröstcancer är motstridiga. Flera nationella uppföljningar, exempelvis i Sverige, har inte kunnat se en högre andel drabbade i bröstcancer bland personer som tar eller har tagit p-piller. Däremot tycks risken att insjukna i cancer i livmodersslemhinnan halveras av att ta eller ha tagit p-piller, och skyddet tycks öka ju längre tid man tagit p-piller. Den som tagit p-piller har dock ökad risk för livmoderhalscancer, men risken för äggstockscancer minskar drastiskt. Också en förhöjd risk för levercancer finns. FN:s samarbetsorgan för bekämpande av cancer, IARC, klassificerar kombinerade p-piller som klass 1, det vill säga bevisat cancerframkallande för människor.

## Miljöpåverkan
Det finns studier som visar att överblivna hormoner från p-piller spolas ut och rubbar organismer i vattenekosystem. 